# Дзордзи
Дзордзи (на италиански: Zorzi или Giorgi на венецианското наречие) е знатна патрицианска венецианска фамилия документирана за първи път през X век.
Те са маркграфове на Маркграфство Бодоница в Гърция. Чрез женитба стават херцози на Атинското херцогство до завладяването от османците.

## Известни от Династия Дзордзи
- Марино Дзордзи (1231-1312), петдесети дож на Венеция 1311-1312 г.

Маркграфове (маркизи) на Бодоница:
- Николо I Дзордзи (1335 – 1345), 2-ри съпруг на Гулиелма Палавичини
- Франческо Дзордзи (1345 – 1388), син на Николо I Дзорци и Гулиелма Палавичини
- Джакомо Дзордзи (1388 – 1410), син на Франческо Дзордзи
- Николо II Дзордзи (1410 – 1411), син на Джакомо Дзордзи
- Николо III Дзордзи (1411 – 1414), син на Франческо Дзордзи

## Палати
- Палат Дзорци, в Мел
- Палат Дзорци, Венеция
- Палат Дзорци, Венеция
- Палат Дзорци, Венеция